# Drancang
Drancang is een bestuurslaag in het regentschap Gresik van de provincie Oost-Java, Indonesië. Drancang telt 2904 inwoners (volkstelling 2010).